# Radiolé
Radiolé es una radiofórmula musical española, propiedad de Prisa Radio, que emite una selección de música española; principalmente, copla, rumba (Rumba flamenca, Rumba catalana y Rumba gallega, Rumba vallecana), flamenco, sevillanas, canción romántica y pop español.

## Historia
Radiolé comenzó sus emisiones en febrero de 1991 a través de Onda Musical S.A. Su primer locutor fue Ramón Álvarez Vega, que dio la bienvenida a los oyentes desde los estudios centrales en la C / Oquendo N.º 23, Donde se encontraba la Emisora Antena 3 Radio y Radio 80 serie Oro. (Fuente Antena 3 Radio). Tiene el certificado que le expidió Antena 3 Radio en su Poder, con la dirección de José Ramón Pardo, como la segunda cadena musical propiedad de Antena 3 Radio tras Radio 80 Serie Oro. En 1992 las emisoras de Radiolé fueron absorbidas por el Grupo Prisa, quedando integradas en Unión Radio.
En 2000 se creó Radiolé Tropical en las estaciones situadas en Canarias que realizaban una programación doble: 12 horas diarias con la selección musical en cadena y otras 12 horas con una selección de música latina. El mismo año Manolo Escobar inauguró el estudio de Radiolé Zaragoza.
El 25 de junio de 2008, Diego El Cigala apadrinó el estreno la nueva web de Radiolé, el primer portal en Internet dedicado a las novedades musicales, vídeos, fotos y noticias relacionadas con la música española, el flamenco, la copla y las sevillanas.
En 2015 la emisora comenzó a otorgar anualmente los Premios Radiolé que reconocen la trayectoria de figuras artísticas como La Húngara, Diana Navarro, Andy & Lucas, Pitingo, Antonio Carmona, Camela, Charo Reina o Maíta Vende Cá. En 2016, con motivo de sus 25 primeros años de emisión, en la entrega de premios se mencionó que la emisora registró 583.000 oyentes en el estudio realizado por EGM. Su próxima edición va a tener lugar en Sevilla el 21 de octubre de 2023.

“En estos años Radiolé ha sabido evolucionar sin perder su identidad. Hemos sido como un camaleón y nos hemos ido amoldando a los nuevos estilos que han nacido en torno al flamenco, la copla, las sevillanas o las rumbas"
Miguel Ángel Corral, director de Radiolé (2006) 

## Audiencia
Según los datos de audiencia correspondientes al Estudio General de Medios (EGM), Radiolé ha registrado estas audiencias:
| año  | oleada         | oyentes | Ascensor      |
| ---- | -------------- | ------- | ------------- |
| 2025 | 2ª (verano)    | 309.000 | Decrecimiento |
| 2025 | 1ª (primavera) | 410.000 | Crecimiento   |
| 2024 | 3ª (otoño)     | 370.000 | Crecimiento   |
| 2024 | 2ª (verano)    | 354.000 | Decrecimiento |
| 2024 | 1ª (primavera) | 427.000 | Crecimiento   |
| 2023 | 3ª (otoño)     | 277.000 | Crecimiento   |
| 2023 | 2ª (verano)    | 275.000 | Decrecimiento |
| 2023 | 1ª (primavera) | 293.000 | Decrecimiento |
| 2022 | 3ª (otoño)     | 377.000 | Crecimiento   |

## Imagen corporativa

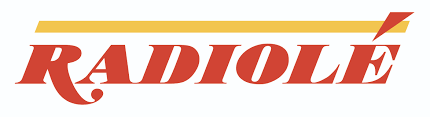
1991 - 2008
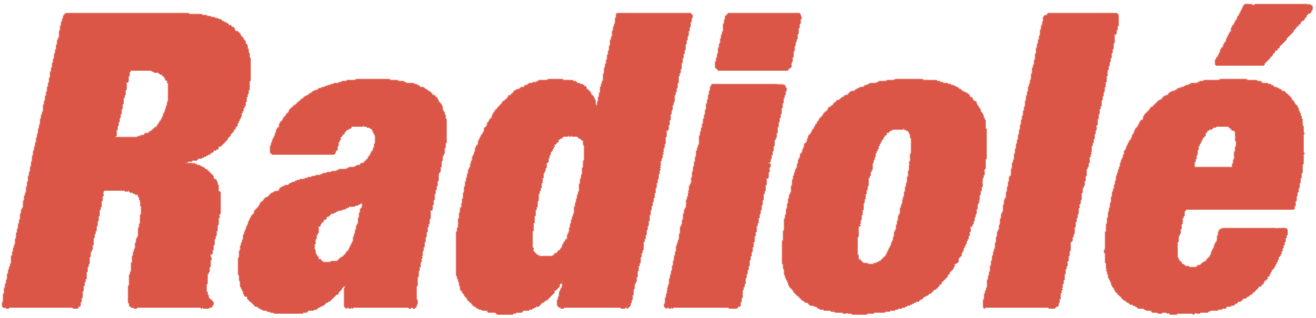
Desde 2008

## Frecuencias

### FM

#### Andalucía
- Almería: 98.1 FM
- Cabra: 102.1 FM
- Cádiz: 104.1 FM
- Chiclana de Segura: 90.3 FM
- Granada: 95.8 FM (Mantienen en las desconexiones jingles antiguos del 2010-2019)
- Jerez de la Frontera: 88.9 FM
- Lepe: 89.2 FM
- Linares: 89.3 FM
- Málaga: 93.9 FM
- Campiña: 100.2 FM (Mantienen en las desconexiones jingles antiguos del 2010-2019)
- Morón de la Frontera: 100.0 FM
- Osuna: 97.7 FM
- Sanlúcar de Barrameda: 88.8 FM (Mantienen en las desconexiones jingles antiguos del 2004-2006)
- Sevilla: 101.5 FM
- Andévalo (Huelva) : 87.6 FM

#### Comunidad Valenciana
- Orihuela: 96.5 FM

#### Extremadura
- Villafranca de los Barros: 105.7 FM
- Guadalupe: 104.9 FM
- Miajadas: 90.8 FM

### AM
- Ceuta: 1584 AM (Onda Media)

### TDT
- Red de cobertura estatal: MPE5